# Некрасов, Игорь Владимирович
Игорь Владимирович Некрасов (10 апреля 1975, Москва — неизвестно) — российский футболист, защитник (ранее — полузащитник, нападающий). Младший брат футболиста Сергея Некрасова.

## Карьера
Воспитанник московского «Динамо». В 1992—1993 годах выступал за «Динамо-2» во второй лиге, в 1994—1995 — за дублирующую команду «Динамо» во второй и третьей лигах чемпионата России, за главную команду провёл по одному матчу в 1994 и 1995 годах. В 1996—2002 годах выступал за клубы низших дивизионов и КФК.
В статье «Герои финала Кубка России-1995: 30 лет спустя», опубликованной на официальном сайте московского «Динамо» 14 июня 2025 года, упоминается, что Игоря Владимировича уже нет в живых.

## Достижения
- Обладатель Кубка России: 1994/1995.